# Poesia modernista
Con Poesia modernista si fa riferimento ad un genere poetico composto tra il 1890 e il 1930 nella tradizione della letteratura modernista; i termini cronologici dipendono, tuttavia, da fattori diversi, fra i quali la nazione di origine, la particolare scuola poetica e la tendenza dei critici letterari. Si afferma solitamente che questa corrente poetica abbia avuto inizio con il movimento simbolista francese movement.
Durante gran parte del post-rinascimento, la poesia nelle principali lingue europee si era concentrata sullo sviluppo della struttura prosodica su larga scala, sui riferimenti e sull'ornamento, in una tradizione che era vista risalire fino alle opere di Dante Alighieri e Petrarca. Verso il XIX secolo si era affermato un grande ventaglio di forme e norme stabilite in francese, inglese, tedesco, italiano, spagnolo e russo, andando a costituire lo standard secondo il quale le nuove opere venivano giudicate.